# Schwelm
Schwelm är en stad i Nordrhein-Westfalen (inom Ennepe-Ruhr-Kreis) i västra Tyskland. Staden har cirka 29 000 invånare.